# Josef Bursik
Josef John Bursik (* 12. července 2000 Lambeth) je anglický fotbalový brankář českého původu.
Absolvoval mládežnickou akademii AFC Wimbledon a v roce 2017 přestoupil do Stoke City FC. Většinu kariéry strávil na hostování v klubech Hednesford Town FC, AFC Telford United, Accrington Stanley FC, Doncaster Rovers FC, Peterborough United FC a Lincoln City FC. Na podzim 2021 chytal za Stoke v EFL Championship, měl i nabídky na přestup do Evertonu nebo Celticu. Při reprezentačním utkání v listopadu 2021 však utrpěl zranění, délka léčby čtyřhlavého stehenního svalu byla odhadnuta na přibližně dvanáct týdnů. V lednu 2023 přestoupil do Club Brugge KV, který hraje nejvyšší belgickou soutěž. Částka za přestup nebyla zveřejněna.
S anglickou mládežnickou reprezentací byl v roce 2017 druhý na mistrovství Evropy ve fotbale hráčů do 17 let a vyhrál mistrovství světa ve fotbale hráčů do 17 let. Byl také náhradním brankářem na mistrovství Evropy ve fotbale hráčů do 21 let 2021, kde Angličané vypadli v základní skupině.
Je vnukem generála Josefa Buršíka, který v roce 1950 emigroval do Anglie.